# Jacob Ørn
Jacob Ørn, Jacob Aqvilinus (* vor 1600; † 1654) war ein dänischer Musiker und Komponist.

## Leben
Die erste Nachricht, die über Ørn überliefert ist, betrifft eine Studienreise nach England, die er 1611–14 mit Mogens Pedersøn und Hans Brachrogge unternahm. Nach seiner Rückkehr nach Dänemark wurde er Sänger in der Hofkapelle des Königs Christian IV. Nachdem er Melchior Borchgrevinck faktisch schon zwischen 1627 und 1631 und nach dessen Tod als Kapellmeister vertreten hatte, wurde er 1634 Vizekapellmeister der Hofkapelle unter Leitung des Oberkapellmeisters Heinrich Schütz. Ab 1649 lebte er bei Zahlung seines vollen Gehaltes im Ruhestand.
Von Ørns Kompositionen sind eine Pavane in einer aus England stammenden Handschrift sowie ein vierstimmiger Satz des Chorals Af Højheden oprunden er in Laurids Pedersen Thuras Canticum canticorum Salomonis (Kopenhagen 1640) erhalten. Ein 1647 vollendetes vierstimmiges Choralbuch hingegen ist verloren gegangen.